# Zenuwarts
Een zenuwarts was in Nederland tot 1984 een arts die zich bezighield met psychiatrische stoornissen die te beschouwen waren als hersenziekten. Het medisch specialisme van zenuwarts is een verdwenen specialisme; hun werkgebied is opgesplitst en overgenomen door neurologen en psychiaters. Na advies van de KNMG werd in een kaderbesluit van de CCMS, en onder verantwoordelijkheid van het Ministerie van Volksgezondheid, Welzijn en Sport de opleiding tot zenuwarts in 1984 beëindigd, en werd het register van erkende zenuwartsen in 2010 opgeheven.
Degenen die in 1984 nog ingeschreven waren als specialist-zenuwarts bleven hun erkenning houden. Voor hen gold een overgangsbepaling en een mogelijkheid tot herregistratie. Het was evenwel niet meer mogelijk om nieuw erkend te worden als zenuwarts.